# Вуглецеве волокно
Ця стаття про вільні або ткані вуглецеві волокна. Про жорсткий композитний матеріал, виготовлений з вуглецевого волокна, використовуваний в аерокосмічній та інших галузях див. вуглепластик.
Вуглеце́ве волокно́, також вуглеволокно, графітове волокно — штучне волокно, що складається з вуглецю; форма графіту, в якій атоми вуглецю вишикувані в тонкі довгі графітові волокна. Вуглецеві волокна є дуже жорсткими відносно їхньої маси і використовуються, зокрема, для конструкцій, виготовлених з композитних матеріалів, у яких вуглецеві волокна пов'язані з матричним матеріалом (сполучним) — таким може бути епоксидна смола.

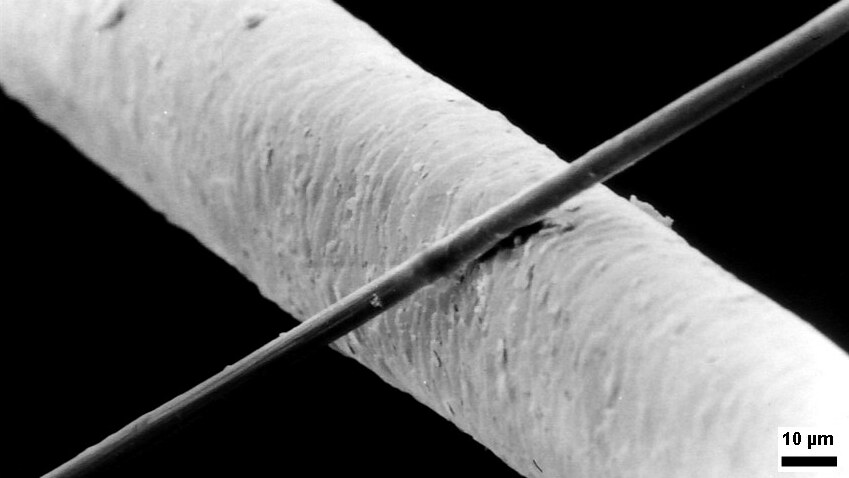
6 мкм вуглеволокно у порівнянні з людською волосиною 50 мкм

Вуглецеве волокно є тип гідратцелюлозного або віскозного, або штучного волокна — пан-акрилонітрилове волокно, яке є вуглецем майже в чистому вигляді. Цей матеріал виготовлюється методом піролізу, тобто розкладання молекул сполуки під впливом високої температури без окислення та горіння.
Кожне полотно за будовою кристалічної ґратки близьке до графіту, проте створює лише плоскі просторові структури. Безліч графітових полотен, переплітаючись, утворюють волокно. Вуглеволокном помилково називають також будь-які композитні матеріали, до складу якого входять вуглецеві нитки; найбільш відомим і важливим з них є пластик, посилений вуглеволокном (англ. CFRP, Carbon Fiber Reinforced Plastic).
Вуглеволокно отримують складною термічною обробкою (400—3000 °C) поліакрилонітрилу.

## Властивості
| Типові властивості HT-вуглеволокон | Типові властивості HT-вуглеволокон |
| ---------------------------------- | ---------------------------------- |
| Густина                            | 1,8 г/см³                          |
| Перетин волокна                    | 7 мкм                              |
| Міцність вздовж волокон            | 3530 МПа(Н/мм²)                    |
| Поздовжній модуль Юнга             | 230 ГПа                            |
| Усадка (Bruchdehnung)              | 1,5 %                              |

| Типові властивості UMS-вуглеволокон | Типові властивості UMS-вуглеволокон |
| ----------------------------------- | ----------------------------------- |
| Густина                             | 1,8 г/см³                           |
| Перетин волокна                     | 7 мкм                               |
| Міцінсть вздовж волокон             | 4560 МПа(Н/мм²)                     |
| Повзодовжній модуль Юнга            | 395 ГПа                             |
| Усадка (Bruchdehnung)               | 1,1 %                               |

- висока пружність
- висока механічна міцність

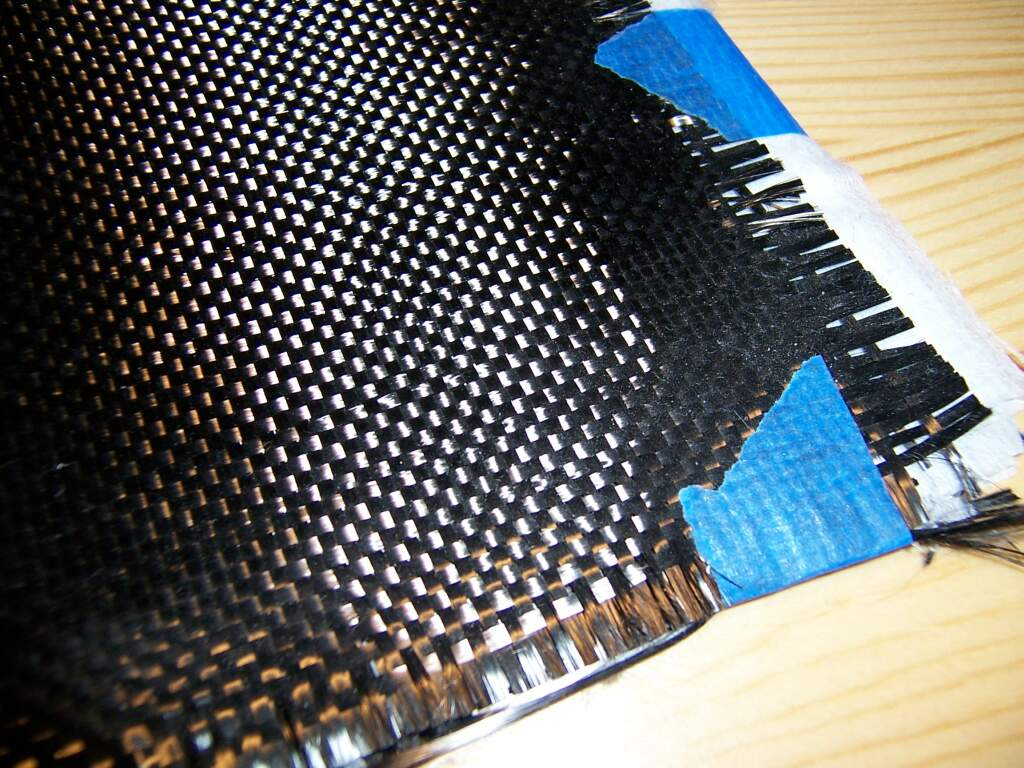
Вуглецева тканина що застосовується для виготовлення композитних вуглепластиків

- стійкість до дії високих температур
- стійкість до дії хімічних реагентів
- стійкість до дії ультрафіолетового випромінювання

Під впливом високої температури волокна змінюють свої механічні властивості. Вуглеволокно має дуже низьку стійкість до ударних навантажень (високу ударну крихкість).

## Отримання
Існують такі способи отримання вуглеволокна:
- хімічне осідання вуглецю на філамент (носій, наприклад, скловолокно)
- вирощування волоконноподібних кристалів (графіт) в світловій дузі
- побудова органічних волокон в реакторі

Найпоширенішим є останній спосіб.
Спочатку з хімічних розчинів отримують поліакрилнітрильну нитку білого кольору. При високій температурній обробці вона переробляється у вуглецеве волокно — поліакрилнітрид нагрівається до 260 °C, оксидується і кетонні молекулярні з'єднання стабілізуються. Потім оксидований матеріал нагрівається до 1300 °C в інертному газі. При цьому відбувається обвуглювання матеріалу (карбонізація) і відторгнення невуглецевих з'єднань, так звана суха дистиляція. Таким чином отримують HF-волокна, які після цього обробляються хімічно для використання в композитних сполуках. З волокон виготовляють тканину. Далі, в результаті декількох технічних стадій вуглеволокна перетворюють в препреги, з яких отримують вуглепластик. Якщо потрібне волокно ще більшої міцності, то HF-волокно проходить ще одну ступінь — графітізацію при температурі 2000—3000 °C в інертному газі. Найміцніше вуглеволокно — uhm, проходить додатково ще декілька ступенів графітування в інертному газі при тій же температурі з подальшим фінішем. Процес це дуже енергоємний і складний, тому вуглеволокно набагато дорожче за скловолокно.

## Застосування

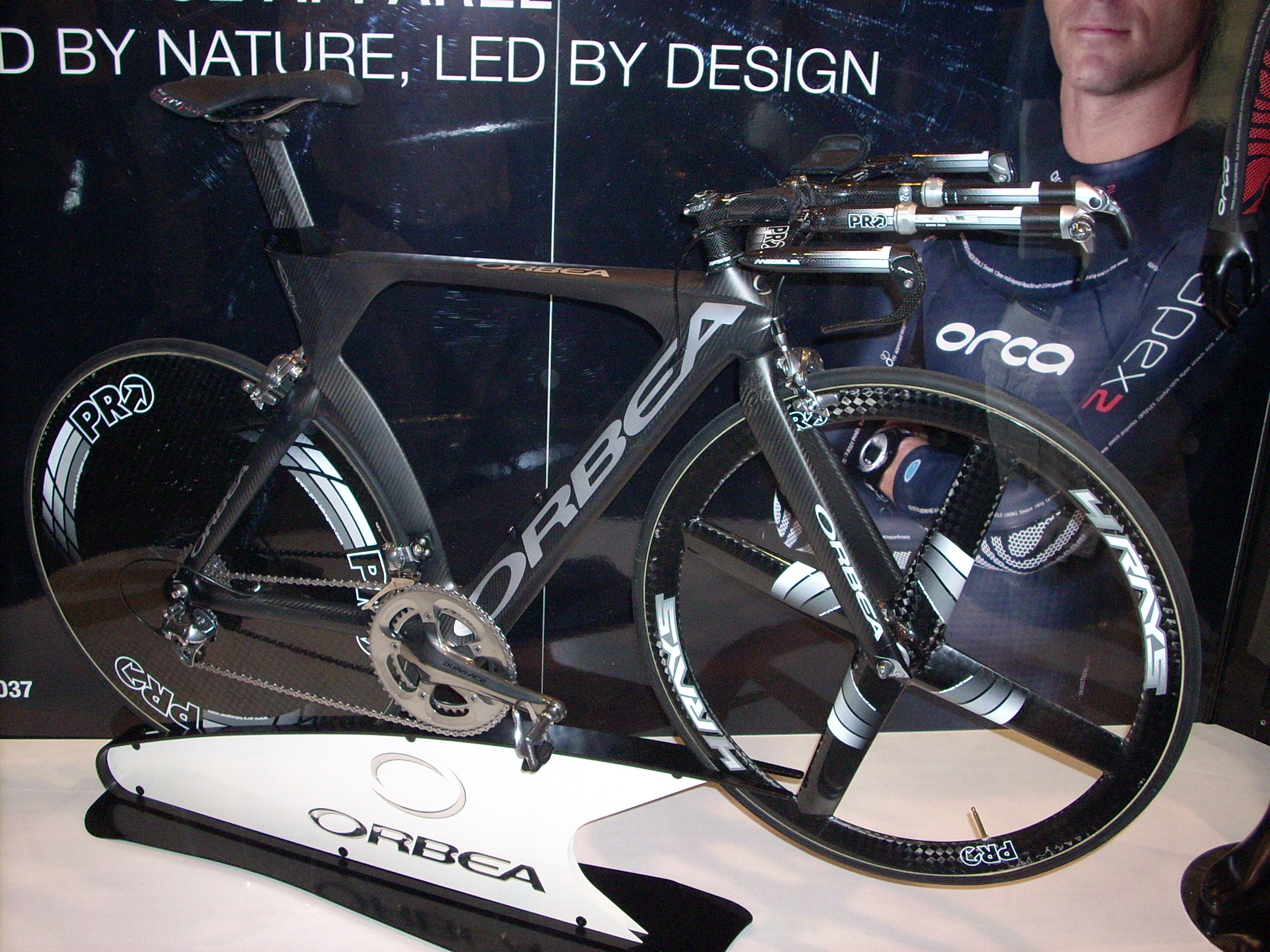
Сучасний спортивний велосипед, виготовлений із вуглеволокна

Вуглецеві волокна згортаються в нитку. Нитки переплітаються у вуглецеві тканини, полотна, стрічки різного плетіння. Ці матеріали застосовуються для створення вуглепластів (вуглепластиків) і інших композиційних матеріалів. Наприклад як армуючий матеріал для вуглепластику на основі епоксидних смол.
Також вуглецеві волокна використовуються як хороший фільтрувальний матеріал і для створення електронагрівальних елементів.
Вуглецеве волокно в комбінації з епоксидною смолою часто застосовується для армування ділянок, де необхідна підвищена міцність і жорсткість, і при правильному підході дає добрі результати. За своєю міцністю на розрив вуглеволокно поступається кевлару, проте значно перевершує його при роботі на стиск. Одночасно вуглецеве волокно має дуже низьку стійкість до ударних навантажень. Для компенсації слабких місць того й іншого, обидва матеріали часто застосовують у вигляді «гібрида». Як і у випадку з кевларом, вуглеволокно не переносить недбалого ставлення і вимагає для свого захисту іншого матеріалу типу склотканини.
Крім малої міцності при ударних навантаженнях, вуглеволокно погано переносить навантаження на зсув і його слід чим-небудь захищати зверху від абразивних дій. Хоча з вуглеволокна можна виготовити тканину в звичайному або «гібридному» вигляді і використовувати її для цілей обклеювання корпусу, слід мати на увазі, що вуглецеві волокна (як, втім, та інші) в процесі переплетення втрачають міцність. Якщо ставиться мета добитися від матеріалу максимальної міцності, вуглеволокна повинні бути абсолютно прямими, без звивини і згинів. Таким чином, з урахуванням високої вартості вуглеволокна (воно дорожче кевлара) представляється марною тратою використання його в будь-якому тканому вигляді, де порушена прямолінійна орієнтація ниток.
Існують деякі розбіжності з приводу смол, придатних для застосування з вуглеволокном. З чисто технічної точки зору поліефірні, вінілефірні і епоксидні смоли добре просочують даний матеріал, проте дехто вважає, що для досягнення якнайкращих результатів необхідно застосовувати еластичніші смоли типу вінілефірних або епоксидних. З погляду міцності клейового з'єднання, коли йдеться про застосування вуглеволокна поверх матеріалу-основи, якнайкращим варіантом будуть епоксидні смоли.
Матеріали з вуглеволокна мають чорний колір, зберігаючи його та гарну фактуру  і після просочення смолою.  Тому вуглеволокно часто використовується тільки для поліпшення зовнішнього вигляду, тобто для «косметичних» цілей, наприклад, для виготовлення корпусів приладових панелей або глушників тощо.

## Обмеження
Вуглеволоконний пил небезпечний при вдиханні всередину, тому при роботі з матеріалом необхідний респіратор.
При контакті з металами в солоній воді вуглепластик викликає сильну корозію і подібні контакти слід виключати.